# گربه‌خوان گوش‌سفید
گربه‌خوان گوش‌سفید(نام علمی: Ailuroedus buccoides) نام یک گونه از سرده گربه‌خوان‌ها است.